# 薛希璉
薛希璉（1399年—1458年），字庭器，浙江處州府麗水縣人，明朝政治人物。

## 生平
浙江鄉試第七十八名。宣德五年（1430年）丁丑科會試第九十七名，殿試登進士第三甲第三十八名。授贵州道监察御史。正统五年（1440年），巡按河南。累官江西巡抚，铲除赋役积弊，倡修堤塘，有政声，升刑部侍郎。正統十年（1445年），巡视保定、淮安等十一府。正統十四年（1449年），奉诏往镇闽中，处理邓茂七等起事善後。升刑部尚书。

## 家族
曾祖父薛延。祖父薛福參。父亲薛道銘。